# Paykullia carmela
Paykullia carmela är en tvåvingeart som först beskrevs av Peris 1963.  Paykullia carmela ingår i släktet Paykullia och familjen gråsuggeflugor.
Artens utbredningsområde är Marocko. Inga underarter finns listade i Catalogue of Life.